# Epígono de Ambracia
Epígono de Ambracia (griego: Επιγονος Αμβρακιοτις), fue un músico griego del siglo VI a. C., de Ambracia al sur de Epiro, quién estuvo admitido a una ciudadanía en Sición, donde vivía, ejecutando música y enseñando. El epigonión (instrumento de cuerda) fue inventado, o introducido en Grecia por Epígono. Fue contemporáneo de Laso de Hermíone.